# Book Off
Book Off (ブックオフコーポレーション, Bukku Ofu Kōporēshon) est la plus grande chaîne de magasins japonais de vente de livres d’occasion. Fondée au début des années 1990, la compagnie a connu un succès rapide et est composée à ce jour de plus de 900 magasins à travers le monde, dont la très grande majorité sur le territoire japonais. Outre les livres, les magasins de la chaîne vendent également d'autres produits culturels d'occasion : manga, CD, DVD, jeux vidéo, console de jeux vidéo, téléphone mobile et baladeur multimédia.

## Histoire
Le 2 mai 1990, la première boutique Book Off ouvre dans la Préfecture de Kanagawa au Japon. Le 1er août 1991, la société Bookoff Corporation Limited voit le jour. Au mois de novembre de la même année, la premier magasin franchisé ouvre ses portes. En décembre 1994, la franchise compte déjà 100 magasins. En l'an 2000, 500 magasins se répartissent sur le territoire japonais. Fort de ce succès, la société décide d'ouvrir ses premiers magasins à l'étranger : Hawaï en février 2000, New York en avril 2000. En février 2003, Book Off compte 700 magasins. En décembre 2007, Book Off poursuit son développement et ouvre son 900e magasin.

## Book Off en dehors du Japon
En février 2000, Book Off ouvre son premier magasin hors des frontières japonaises dans l'État américain d'Hawaï. Les années suivantes voient d'autres magasins inaugurés aux États-Unis, à Paris où un premier magasin ouvre le 1er juin 2004 un second le 4 septembre 2007 et un troisième le 8 février 2020, à Vancouver (Canada, 2005) et à Séoul (Corée du Sud, 2006). En mars 2013, on compte 13 magasins hors Japon.

## Galerie d'images

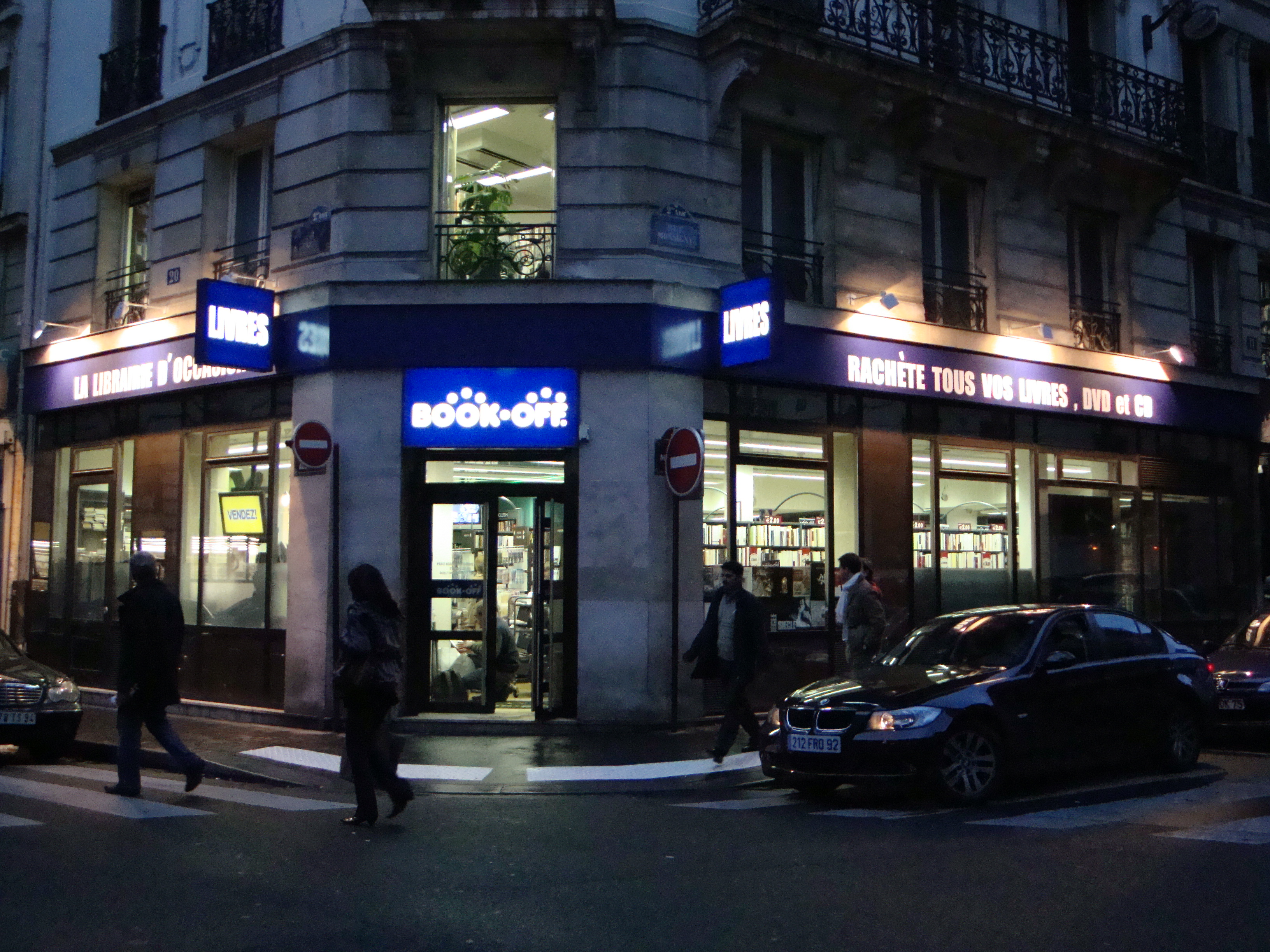
Magasin Book Off dans le quartier de l'Opéra à Paris.
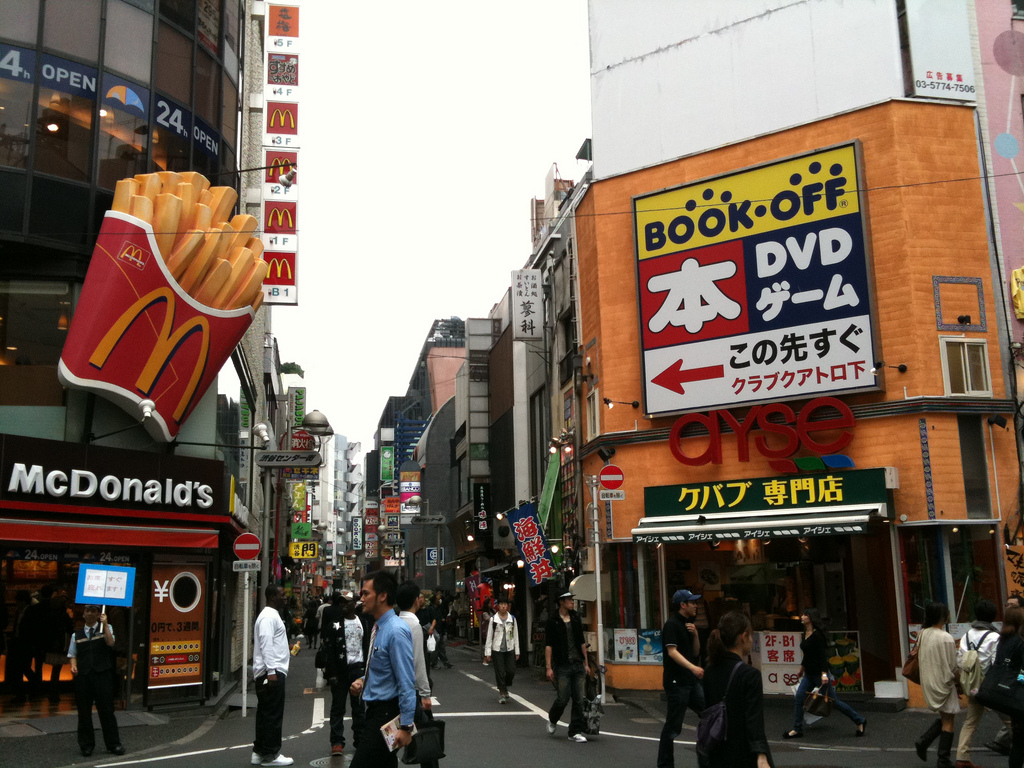
Magasin Book Off dans le quartier de Shibuya à Tokyo.
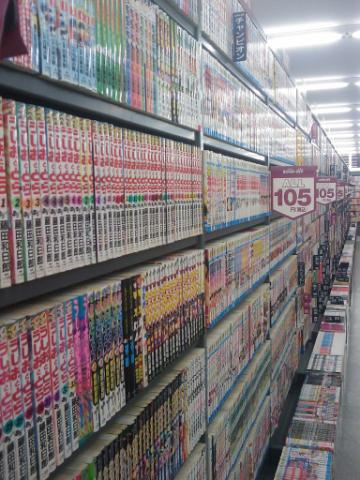
Rayonnage de mangas typique des magasins Book Off au Japon.
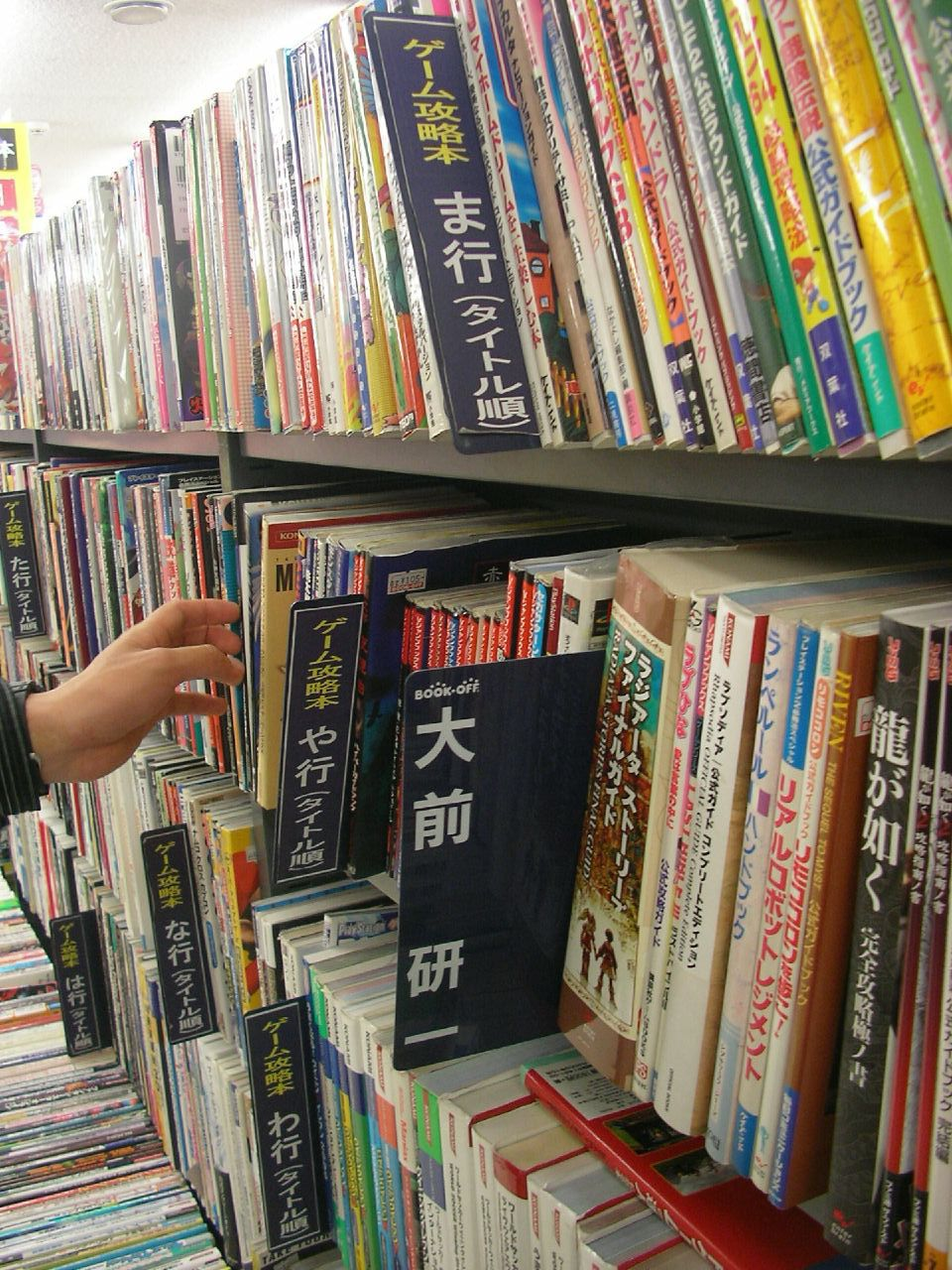
Guides officiels de jeu vidéo d'occasion dans un Book Off au Japon.
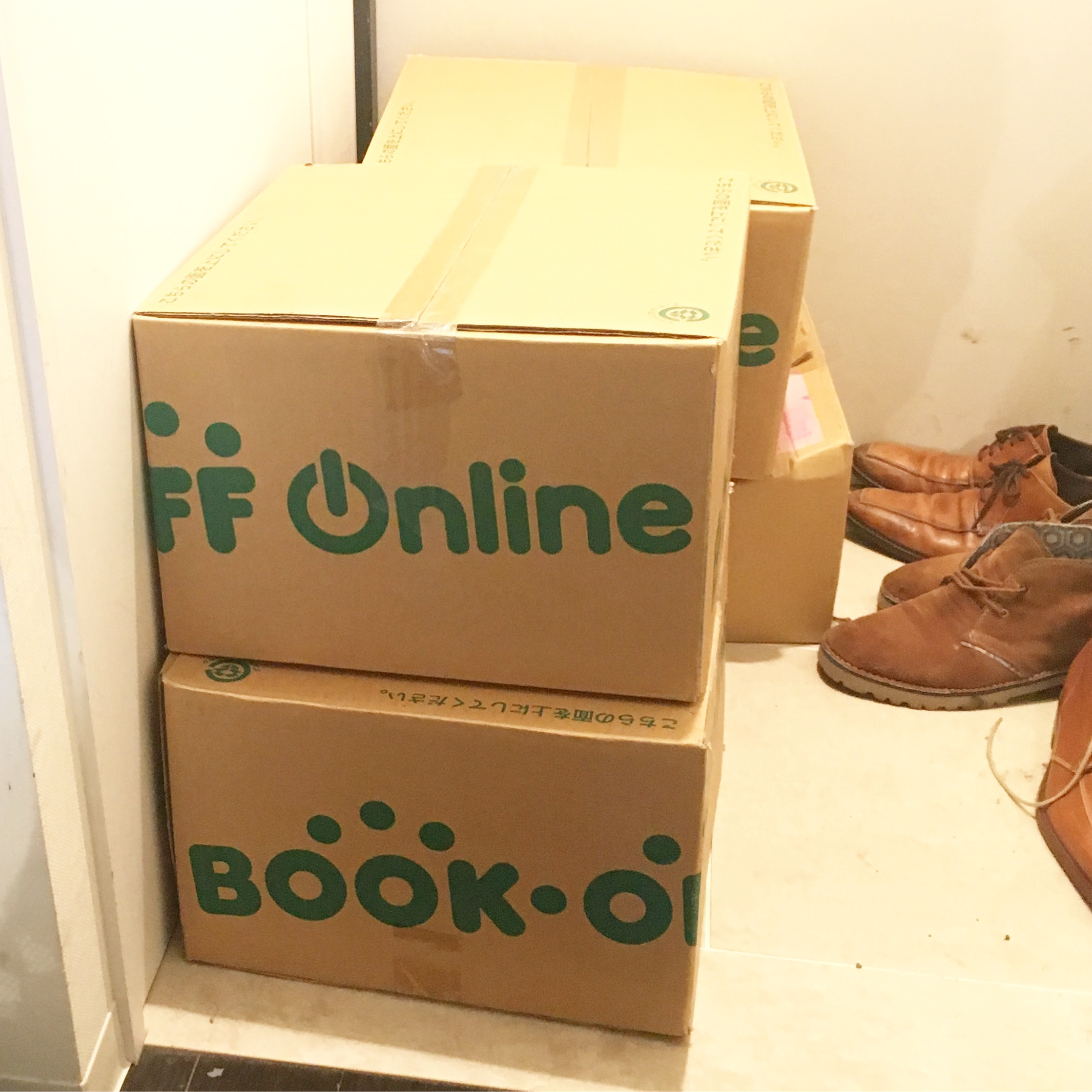
Takuhonbin Japon